# 宝坻宾馆
宝坻宾馆（英文：Baodi Hotel），前身为宝坻招待所，是一家位于天津市宝坻区广川路23号的三星级涉外宾馆，建于1985年，由李瑞环题写店名，占地52亩，建筑面积21525平方米。